# 彰化不老泉
彰化不老泉位於臺灣彰化縣彰化市，是彰化市舊水源地的慢濾池與清水池，於2002年11月20日公告為歷史建築。該建築曾在2001年入選為臺灣歷史建築百景的第74名。

## 沿革
日治時期明治三十年（1897年）2月，彰化衛生組合設置鐵管將八卦山山麓湧出之泉水送至彰化支廳與彰化公學校（今中山國小）前，另外設有水槽與給水栓以供應彰化市街部分用水。明治三十七年（1904年）彰化支廳開始規畫正式自來水系統，於明治三十九年（1906年）5月正式動工；水廠設在八卦山山麓，工程耗資46500圓。該工程於明治四十一年（1908年）完成後，於同年4月1日開始供水。
後來因作為水源之溪水受到汙染，遂於大正二年（1913年）建造慢濾池與清水池（即不老泉）以過濾，其工程在隔年完工。而此後由於彰化人口增加，又在大正十五年（1926年）興建以貓羅溪為水源的第二水源地；該水源地在溪畔設有集水井，並將其溪水引到龍山抽水站集水井內，再送到山上淨水場過濾淨化。
隨著時代變遷，不老泉現在只剩下加壓調配水量功能。

## 建築
其建築外觀有文藝復興樣式的裝飾，兩座門廊上面分別刻有「不老泉」與「地靈釀出甘漿」字樣；自來水即是從「不老泉」進入過濾設施，再從「地靈釀出甘漿」處流出以分送至各用戶。其名「不老泉」之由來，是因昔日其所在地泉水源源不絕。